# Kościół św. Marii Magdaleny w Brzeźnicy
Kościół pw. Świętej Marii Magdaleny – rzymskokatolicki kościół parafialny należący do parafii pod tym samym wezwaniem (dekanat Żagań diecezji zielonogórsko-gorzowskiej).

## Architektura
Jest to świątynia wzniesiona w stylu barokowym w latach 1703-1705. Z zewnątrz prezentuje się jako trzynawowa bazylika posiadająca transept, co jest wyjątkowością spośród wiejskich kościołów. Od strony zachodniej dobudowana jest do niej wieża na planie prostokąta, będąca pozostałością po wcześniejszym gotyckim kościele. Na wieży jest umieszczony dzwon odlany w 1579 roku. Elewacje są rozczłonkowane pilastrami i zamkniętymi półkoliście oknami. Wnętrze nakryte jest polichromowanym sklepieniem kolebkowo-krzyżowe i posiada wyposażenie w stylu późnobarokowym.